# Río Guaso
El río Guaso es un curso fluvial cubano que recorre 32 km del este de la isla. Nace en el poblado guantanamero de "Jamaica", cabecera del municipio Manuel Tames, al este de la provincia de Guantánamo y fluye hasta desembarcar en la Bahía de Caimanera. Es el principal río de la provincia y su nombre es de origen indígena. 